# Эгедиус, Нанна
Нанна Маргрете Эгедиус (в замужестве — Якобсен; норв. Nanna Margrethe Egedius (Jacobsen); 14 мая 1913, Кристиания, Норвегия — 21 апреля 1986, Осло, Норвегия) — норвежская фигуристка, выступавшая в одиночном катании. Участница зимних Олимпийских игр 1936 года.

## Биография
Нанна Эгедиус родилась 14 мая 1913 года в норвежском городе Кристиания (сейчас Осло).
Выступала в соревнованиях по фигурному катанию за клуб Осло. В 1932—1936 годах пять раз подряд становилась чемпионкой Норвегии.
Четыре раза участвовала в чемпионатах мира. В 1931 году в Берлине, в 1933 году в Стокгольме и в 1935 году в Вене заняла 7-е место, в 1934 году в Осло — 8-е. 
Дважды выступала на чемпионатах Европы. В 1934 году в Зефельд-ин-Тироле заняла 6-е место, в 1935 году в Санкт-Морице — 10-е.
В 1936 году вошла в состав сборной Норвегии на зимних Олимпийских играх в Гармиш-Партенкирхене. В одиночном катании не смогла завершить соревнования в обязательной программе.
Также участвовала в соревнованиях по плаванию и теннису.
Завершила спортивную карьеру после Олимпийских игр.
Умерла 21 апреля 1986 года в Осло.